# Silviu Brucan
Silviu Brucan (n. Saul Brucker, n. 18 ianuarie 1916, București, România – d. 14 septembrie 2006, București, România) a fost un politician comunist român, de origine evreiască, ambasador al României în Statele Unite ale Americii și la Organizația Națiunilor Unite, precum și director al Societății Române de Radiodifuziune. După Revoluția din 1989 a fost prezent în mass media ca analist politic.

## Biografie

### Familie, primii ani
Brucan s-a născut la București sub numele de Silviu  ca unul din cei patru copii ai unei familii înstărite de origine evreiască. Tatăl său, Adolf Brucker era importator de textile, care ulterior a dat faliment, iar mama se numea Ethel (Etty), născută Gerber. Brucan a urmat școala evanghelică din București, iar studiile (nefinalizate) de liceu le-a făcut la Colegiul Național Sf. Sava. Ca ziarist, a lucrat între 1935 și 1936 la „Gazeta de seară“, iar în anii 1937 - 1938 a fost secretar general de redacție la „Dacia nouă“, ambele fiind publicații comuniste.

### Partidul Comunist Român
A intrat în Partidul Comunist la vârsta de 19 ani. Între 1940 și 1944 a activat în organizația de tineret a partidului, apoi a devenit membru al PCR și a participat la acțiuni ilegale. În 1943 a primit sarcina de partid de a se ocupa de presa ilegală în general și de "Scânteia" în principal. În 1943 a fost arestat, dar a fost eliberat după două zile.
În septembrie 1944 a fost numit secretar general de redacție la ziarul Scînteia, de la tribuna căruia a cerut condamnarea la moarte, printre alții, a lui Iuliu Maniu. Soția sa, Alexandra Sidorovici, a fost acuzator public al Tribunalului Poporului. Între 1948 - 1949 a fost profesor de ziaristică la Universitatea din București, deși nu avea decât 6 clase de liceu. Silviu Brucan a fost membru al Partidului Muncitoresc Român.

### Ambasador
În timpul României comuniste a fost ambasador în Statele Unite în 1955 și la ONU între 1959 - 1962. Din 1962, la propunerea lui Gheorghiu-Dej, a început reorganizarea Radioteleviziunii, activitate din care a demisionat în 1966.
Brucan era un apropiat al lui Gheorghiu-Dej, însă nu îl agrea pe Ceaușescu (cu care a fost vecin timp de zece ani, înainte de venirea la putere a acestuia din urmă), pe care îl considera incult și paranoic.

### 1987 - 1990
După revolta muncitorilor din Brașov (14-15 noiembrie 1987), a făcut declarații critice la politica conducerii de partid și de stat, transmise de postul BBC și agenția de presă UPI. A fost anchetat și i s-a impus domiciliu forțat. Totuși, la intervenția ambasadei americane, și cu ajutorul șefului Securității la acea vreme, Iulian Vlad, i s-a permis să plece pentru șase luni în Statele Unite, unde s-a întâlnit cu funcționari ai Departamentului de Stat, Biroul pentru Europa de Est, și cu fostul ambasador al URSS la Washington, Anatoli Dobrinin, care i-a facilitat o întâlnire cu Mihail Gorbaciov.
În noiembrie 1988 a ajuns la Moscova unde a avut o întrevedere cu Mihail Gorbaciov. A revenit în România, unde în martie 1989 a fost unul din semnatarii „scrisorii celor șase” demnitari comuniști împotriva lui Nicolae Ceaușescu. I s-a impus din nou arest la domiciliu, în cartierul bucureștean Dămăroaia.

### După 1990
Imediat după revoluția din 1989 a fost membru pentru aproape 2 luni în Consiliul Frontului Salvării Naționale, după care a demisionat. În această calitate a fost citat spunând: „Pentru a deprinde democrația, românii vor avea nevoie de 20 de ani,”, „profeție” care i-a atras porecla de Oracolul din Dămăroaia. Considera că echipa lui Ion Iliescu duce România pe un drum greșit.
În 1994 fostul premier Petre Roman susținea în fața Comisiei senatoriale pentru studierea evenimentelor din decembrie 1989 că Silviu Brucan a fost cel care a insistat ca soții Ceaușescu să fie lichidați în orice fel.
A devenit analist politic și autor al mai multor cărți despre comunismul din Europa de Est. Din 1996 a fost invitat permanent al emisiunii de analiză politică „Profeții despre trecut” de la Pro TV. În vara anului 2006 a colaborat cu Institutul PRO, unde a participat la mai multe seminarii alături de echipa de analiști din cadrul Institutului.

## Distincții
- Ordinul Muncii clasa I (18 august 1951) pentru merite în activitatea de membru al redacției ziarului „Scânteia”[14]
- Medalia „A cincea aniversare a Republicii Populare Române” (24 decembrie 1952) „pentru lupta și munca duse în vederea făuririi, consolidării și prosperării Republicii Populare Române”[15]
- Ordinul „23 August” clasa a IV-a (12 august 1959) „pentru merite deosebite în opera de construire a socialismului”[16]
- Medalia „Eliberarea de sub jugul fascist” (12 august 1959) „pentru contribuția activă la întărirea regimului democrat-popular”[17]
- Medalia „40 de ani de la înființarea Partidului Comunist din Romînia” (6 mai 1961) „pentru merite în activitatea de partid și întărirea regimului democrat-popular”[18]

## Scrieri
- Generația irosită (1990)
- Îndreptar-dicționar de politologie (1993)
- Stâlpii noii puteri în România (1996)
- De la capitalism la socialism și retur (1998)
- Social Change in Russia and Eastern Europe (1998)
- România în derivă (2000)
- Profeții despre trecut și despre viitor (2004)

## Declarații
Despre cât de convins era în anii 1950 de idealurile comuniste, Silviu Brucan a mărturisit sec unui ziarist: „Eram așa de convins că, dacă ai fi apărut cu obraznicia de acum, atunci te împușcam imediat!” 